# Лиманське локомотивне депо
Лима́нське локомоти́вне депо́ (ТЧ-1) — підприємство залізничного транспорту в місті Лиман. Засноване як паротягове депо Північно-Донецької залізниці. Входить до складу Донецької залізниці. Розташоване на станції Лиман. Депо займається ремонтом та експлуатацією тягового рухомого складу.

## Рухомий склад
- Електровози постійного струму 3 кВ 2ЕЛ4, ВЛ8, ДЕ1.
- Тепловози ЧМЕ3.

## Галерея

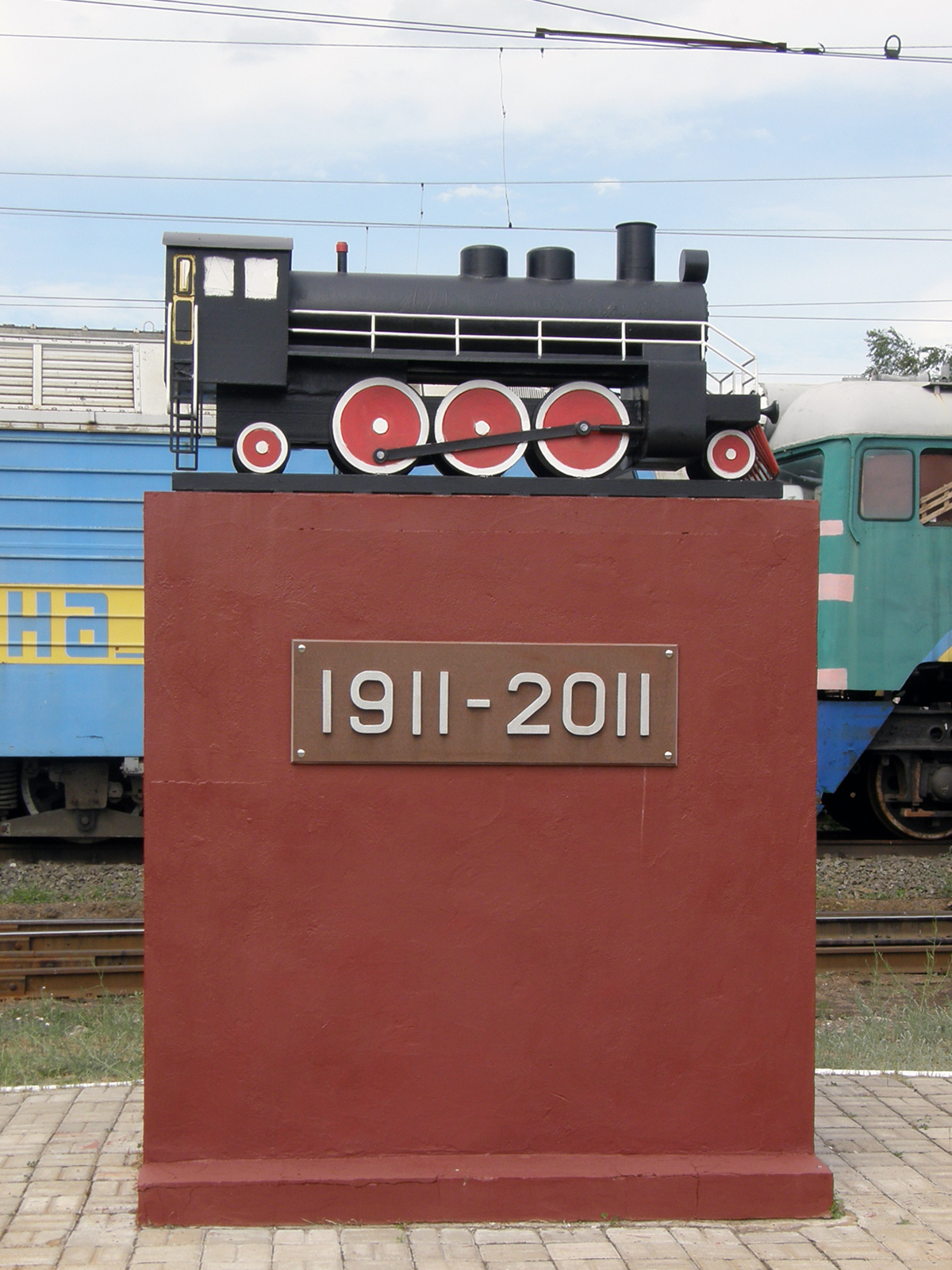
пам'ятник сторіччю депо
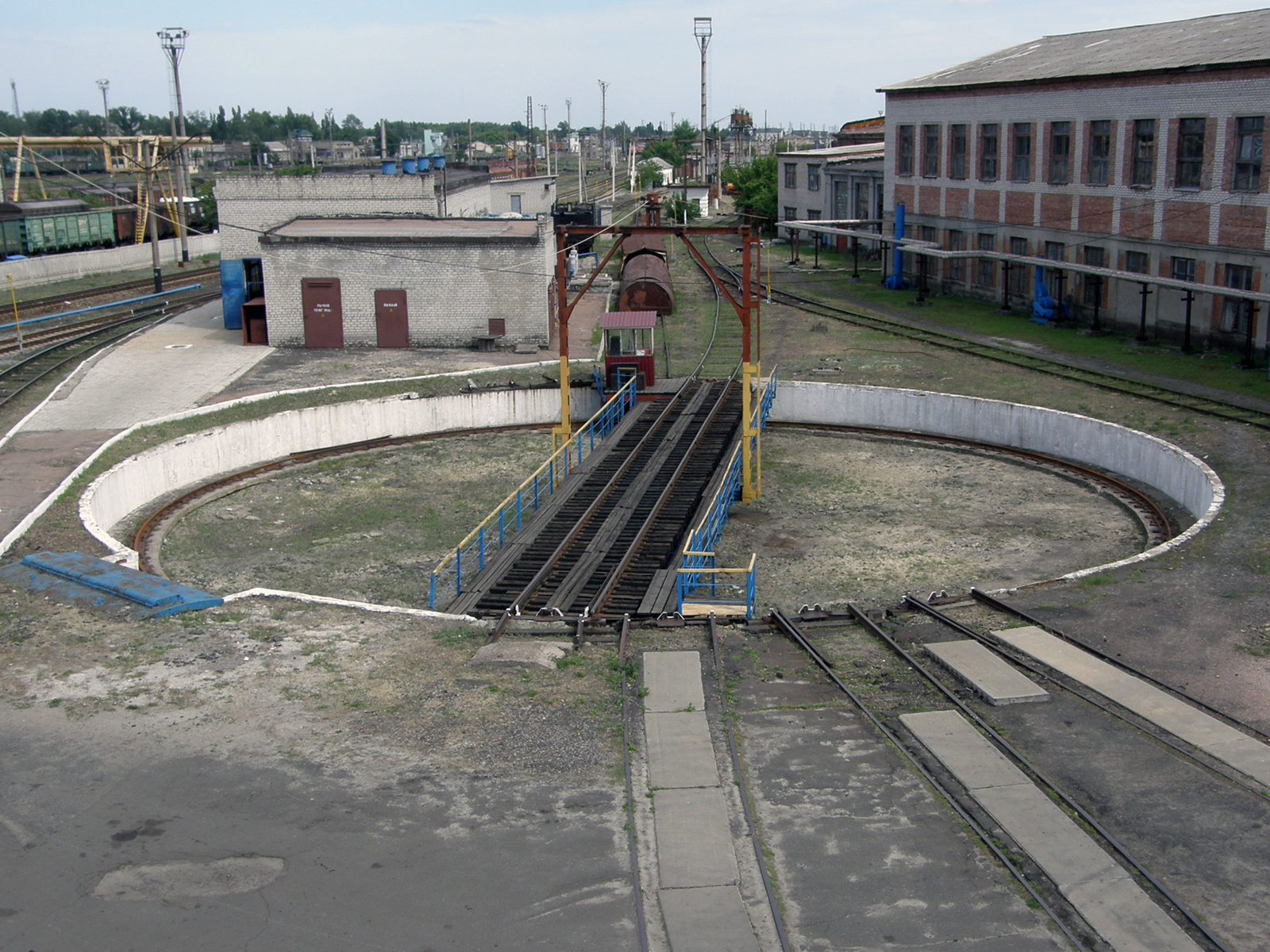
поворотний круг
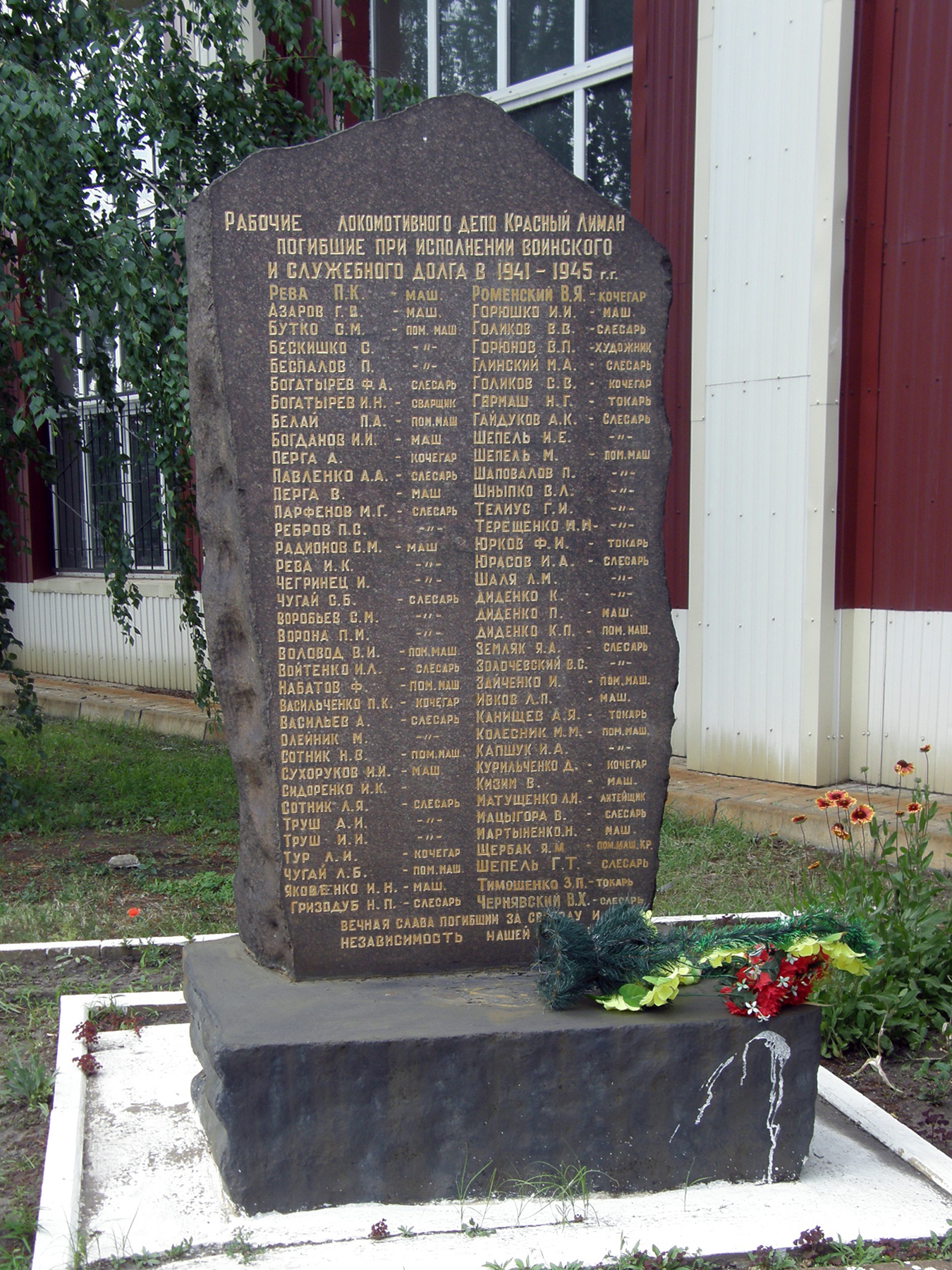
пам'ятник працівниками депо, загиблим у Другій світовій війні